# Gola Bāzār
Gola Bāzār är en ort i Indien.   Den ligger i distriktet Gorakhpur och delstaten Uttar Pradesh, i den nordöstra delen av landet, 700 km öster om huvudstaden New Delhi. Gola Bāzār ligger 82 meter över havet och antalet invånare är 10 936.
Terrängen runt Gola Bāzār är mycket platt. Runt Gola Bāzār är det mycket tätbefolkat, med 1 095 invånare per kvadratkilometer. Närmaste större samhälle är Chillūpār, 16,8 km öster om Gola Bāzār. Trakten runt Gola Bāzār består till största delen av jordbruksmark.